# I Can Jive (sång)
I Can Jive är en låt skriven av Caj Högberg och Dougie Lawton. Den är en av rockartisten Jerry Williams största hits och gavs ut på albumet "I Can Jive" 1979  samt på singel samma år med "Scandinavian Dynamite" som "B-sida" . Låten spelades live ett antal gånger innan den slutligen spelades in i studio.
Den finns också på Jerry Williams livealbum Jerry Williams live på börsen från 1990 .
Flamingokvintetten spelade året därpå in låten på albumet Flamingokvintetten 11 . Andra som spelat in den är Sten & Stanley på albumet Allsånger på vårt sätt 2009 .
En svenskspråkig text av låten "Ja, jag kan", skriven av Keith Almgren, spelades in av Shanes på albumet "60-tals Party Let's Dance 2" 1992 .